# 1,2-benzoquinona
La 1,2-benzoquinona, también llamada orto-benzoquinona, es un compuesto orgánico con fórmula {\displaystyle {\ce {C6H4O2}}}. Es uno de los dos isómeros de quinona, el otro es 1,4-benzoquinona. Es un sólido volátil rojo que es soluble en agua y éter etílico. Rara vez se encuentra debido a su inestabilidad, pero es de interés fundamental como compuesto original de muchos derivados que se conocen.

## Estructura
La molécula tiene simetría C2v. La cristalografía de rayos X muestra que los dobles enlaces están localizados, alternando distancias C-C largas y cortas dentro del anillo. Las distancias C = O de 1,21 Å son características de las cetonas.

## Preparación y ocurrencia
La 1,2-benzoquinona se produce por oxidación de catecol expuesto al aire en solución acuosa  o por ortooxidación de un fenol.
Es un precursor de la melanina.
Una cepa de la bacteria Pseudomonas mendocina metaboliza el ácido benzoico, produciendo 1,2-benzoquinona a través del catecol.